# 李昌平 (1963年)
李昌平（1963年4月—），男，湖北监利人，中国经济学家。现任河北大学中国乡村建设研究中心主任、研究员，中国经济体制改革研究会（China Society of Economic Reform）研究员，中南财经政法大学兼职教授；兼任香港乐施会中国部顾问、朝鲜项目高级专员；三农问题专家。

## 生平
1963年4月生于湖北省监利县先后就读于湖北省机电学校，华中农业大学农经学院，中南财经大学经济学硕士。1983年1月至2000年9月，先后四次担任乡镇党委书记、县农村工作部副部长等职。2000年3月，致信朱镕基总理，反映当地面临的突出问题。此信引起中央对三农问题的关注。2000年9月，辞去乡党委书记职务，任《中国改革》、《改革内参》记者、编辑。2000年10月，首次公开在国内媒体呼吁：给农民以同等国民待遇。

## 荣誉
2000年12月，12月当选《南方周末》2000年年度人物。

## 著作
| 序号 | 书名               | 出版社     | 时间      |
| ---- | ------------------ | ---------- | --------- |
| 1    | 《我向总理说实话》 | 光明出版社 | 2002年1月 |
| 2    | 《我向百姓说实话》 | 远方出版社 | 2004年1月 |